# Assedio di Pirna
L'assedio di Pirna (detta anche invasione di Pirna) fu una battaglia combattuta nel 1756 tra Prussia e Sassonia, col sostegno della Monarchia asburgica a quest'ultima, nell'ambito della terza guerra di Slesia (parte della guerra dei sette anni).
A seguito dell'occupazione di Dresda (la capitale sassone) da parte di Federico II di Prussia il 9 settembre, l'esercito sassone aveva dovuto ritirarsi presso la fortezza di Pirna al comando del generale Fryderyk August Rutowski. I sassoni speravano di ricevere aiuto dall'esercito austriaco degli Asburgo tramite la vicina Boemia dove si trovava l'armata del maresciallo Browne.
A seguito della battaglia di Lobositz gli austriaci si erano ritirati, ma provarono comunque ad avvicinarsi a Pirna, fallendo e non riuscendo a prestare l'aiuto sperato agli alleati. Malgrado il tentativo dei sassoni di fuggire e attraversare l'Elba, la loro posizione apparve ben presto senza speranza. Il 14 ottobre il generale Rutowski dovette concludere una capitolazione con Federico II.
18 000 uomini in totale si arresero ai prussiani e vennero, per forza o per volontà loro, inclusi nelle forze prussiane. Molti di questi disertarono poco dopo per combattere ancora con gli austriaci contro le forze prussiane ed altri ancora cambiarono bandiera alla battaglia di Praga.